# Parafia św. Józefa w Zakroczymiu
Parafia pw. św. Józefa w Zakroczymiu – parafia należąca do dekanatu zakroczymskiego, diecezji płockiej, metropolii warszawskiej.
Została erygowana w XI wieku. Obecny kościół parafialny pw. Podwyższenia Krzyża Świętego został wybudowany w latach 1508–1632 w stylu gotycko-renesansowym, konsekrowany w 1867.